# Lycaon pictus pictus
A Lycaon pictus pictus az emlősök (Mammalia) osztályának ragadozók (Carnivora) rendjébe, ezen belül a kutyafélék (Canidae) családjába tartozó afrikai vadkutya (Lycaon pictus) törzsalfaja.

## Előfordulása
A Lycaon pictus pictus előfordulási területe Dél-Afrika. Ennek az alfajnak több egészséges és életképes állománya is van. A legnagyobb állomány - amely nem egy falkát, hanem sok mást jelent - elterjedése magába foglalja Északkelet-Namíbiát, Észak-Botswanát és Nyugat-Zimbabwét. A Dél-afrikai Köztársaságban levő Kruger Nemzeti Parkban 1997-ben körülbelül 400 egyed élt. Zambiának is van két nagy állománya; az egyik a Kafue Nemzeti Parkban, míg a másik a Luangwa Nemzeti Parkban. Malawiban igen megritkult. Angolából és Mozambikból talán kihalt.

## Megjelenése
A 20-25 kilogrammos testtömegével a legnagyobb afrikai vadkutya alfaj. Sokkal színesebb, mint a kelet-afrikai Lycaon pictus lupinus; a különböző állományai között is vannak színkülönbségek. A Lycaon pictus pictus déli állományainak a nagy narancssárgás-sárgás foltjai átfedik egymást a fekete foltokkal; a fülek hátsó része részben sárga; hasi része sárgás, míg a torka fehéren foltozott. A keleti állomány esetében a sárga és fekete foltok egyenlően oszlanak el, úgy a háton, mint a hason is; a fehér foltozás kevésbé észrevehető.

## Fordítás
- Ez a szócikk részben vagy egészben  a   Cape wild dog című angol Wikipédia-szócikk ezen változatának fordításán alapul.  Az eredeti cikk szerkesztőit annak laptörténete sorolja fel. Ez a jelzés csupán a megfogalmazás eredetét és a szerzői jogokat jelzi, nem szolgál a cikkben szereplő információk forrásmegjelöléseként.